# Cairo Challenger 1983
Il Cairo Challenger 1983 è stato un torneo di tennis facente parte della categoria ATP Challenger Series nell'ambito dell'ATP Challenger Series 1983. Il torneo si è giocato a Il Cairo in Egitto dal 28 febbraio al 6 marzo 1983 su campi in terra rossa.

## Vincitori

### Singolare
Henrik Sundström ha battuto in finale  Juan Avendaño con il punteggio di 6–7, 6–2, 6–0

### Doppio
Broderick Dyke /  Rod Frawley hanno battuto in finale  Brad Drewett /  John Feaver con il punteggio di 6–3, 6–2